# 1430 w literaturze
Wydarzenia literackie w 1430 roku.

## Urodzili się
- Jakub Lubbe, gdański kronikarz

## Zmarli
- Christine de Pisan, poetka francuska (data niepewna)